# Пам'ятки Добропілля
У місті Добропілля Донецької області на обліку перебуває 12 пам'яток історії та монументального мистецтва місцевого значення.

## Пам'ятки історії
| № пп | Охорон. номер | Найменування пам’ятки                                                                          | Місцезнаходження пам’ятки                       | Рік встановлення     | Автор                                                                 | Рішення                                             |
| ---- | ------------- | ---------------------------------------------------------------------------------------------- | ----------------------------------------------- | -------------------- | --------------------------------------------------------------------- | --------------------------------------------------- |
| 1.   | 245           | Братська могила радянських воїнів.                                                             | вул. Добролюбова, 161.                          | 1966 р.              | -                                                                     | 5.09.1973 р. № 475                                  |
| 2.   | 243           | Братська могила радянських воїнів Південно-Західного фронту.                                   | вул. Молодіжна, 1.                              | 1946р                | -                                                                     | 17.12.1969 р. № 724                                 |
| 3.   | 249           | Меморіал на честь радянських воїнів Південно-Західного фронту і воїнів-земляків.               | вул. Першотравнева, 83                          | 1971 р.              | Скульптор: Лютий В.С. Архітектори: Сторчеус І.Н., Краснокутський В.М. | 5.09.1973 р. № 475                                  |
| 4.   | 3203          | Пам'ятник на могилі воїна-афганця Іваненка Ю.М.                                                | цвинтар.                                        | 1984 р.              | -                                                                     | 14.07.1993 р. № 419                                 |
| 5.   | 3205          | Пам'ятник на могилі воїна-афганця Окомашенка М.П.                                              | міський цвинтар.                                | 1989 р.              | -                                                                     | 14.07.1993 р. № 419                                 |
| 6.   | 247           | Меморіал на честь радянських воїнів Південно-Західного фронту і воїнів-земляків. (м. Білицьке) | Білицька м/р, м. Білицьке.                      | 1974 р.              | Скульптор: Гевеке П.П. Архітектор: Сторчеус І.Н.                      | 17.12.1969 р. № 724                                 |
| 7.   | 3201          | Пам'ятник на могилі воїна-афганця Швецова В.П.                                                 | Білицька м/р, м. Білицьке, цвинтар.             | 1986 р.              | -                                                                     | 14.07.1993 р. № 419                                 |
| 8.   | 248           | Пам'ятник на братській могилі радянських воїнів (с. Водянське)                                 | Білицька м/р, смт Водянське.                    | 1959 р.              | Архітектор: Сторчеус І.Н.                                             | 17.12.1969 р. № 724                                 |
| 9.   | 246           | Братська могила радянських воїнів Південно-Західного фронту.                                   | Білозерська м/р, м. Білозерське, парк.          | 1951 р. рек. 1976 р. | Автор: Сторчеус І.Н.                                                  | 5.09.1973 р. № 475                                  |
| 10.  | 3204          | Пам'ятник на могилі воїна-афганця молодшого сержанта Німика А.М.                               | Білозерська м/р, м. Білозерське, цвинтар.       | 1981 р.              | -                                                                     | 14.07.1993 р. № 419                                 |
| 11.  | 3202          | Пам'ятник на могилі воїна-афганця рядового Смирнова А.Б.                                       | Новодонецька сел./р, смт Новодонецьке, цвинтар. | 1983 р.              | -                                                                     | 14.07.1993 р. № 419                                 |
| 12.  | 242           | Пам'ятник Шевченку Т.Г.                                                                        | Пер. Пр. Шевченка і Пр. Перемоги                | 2001 р               | Скульптор - Антип П.І. Художник - Чудовський К. Д.                    | Постанова Колегії упр. Культури № 5 від 18.03. 2005 |
|      |               |                                                                                                |                                                 |                      |                                                                       |                                                     |

В тому числі у місті розташовані монументальні об'єкти, що не внесені до Державного реєстру нерухомих пам'яток:
- Пам'ятник воїнам-афганцям.

- Пам'ятник чорнобильцям.

- Меморіальна плита на алеї пам'яті Олександра Єрмакова
- Скульптурна група у міському парку.